# 筠園

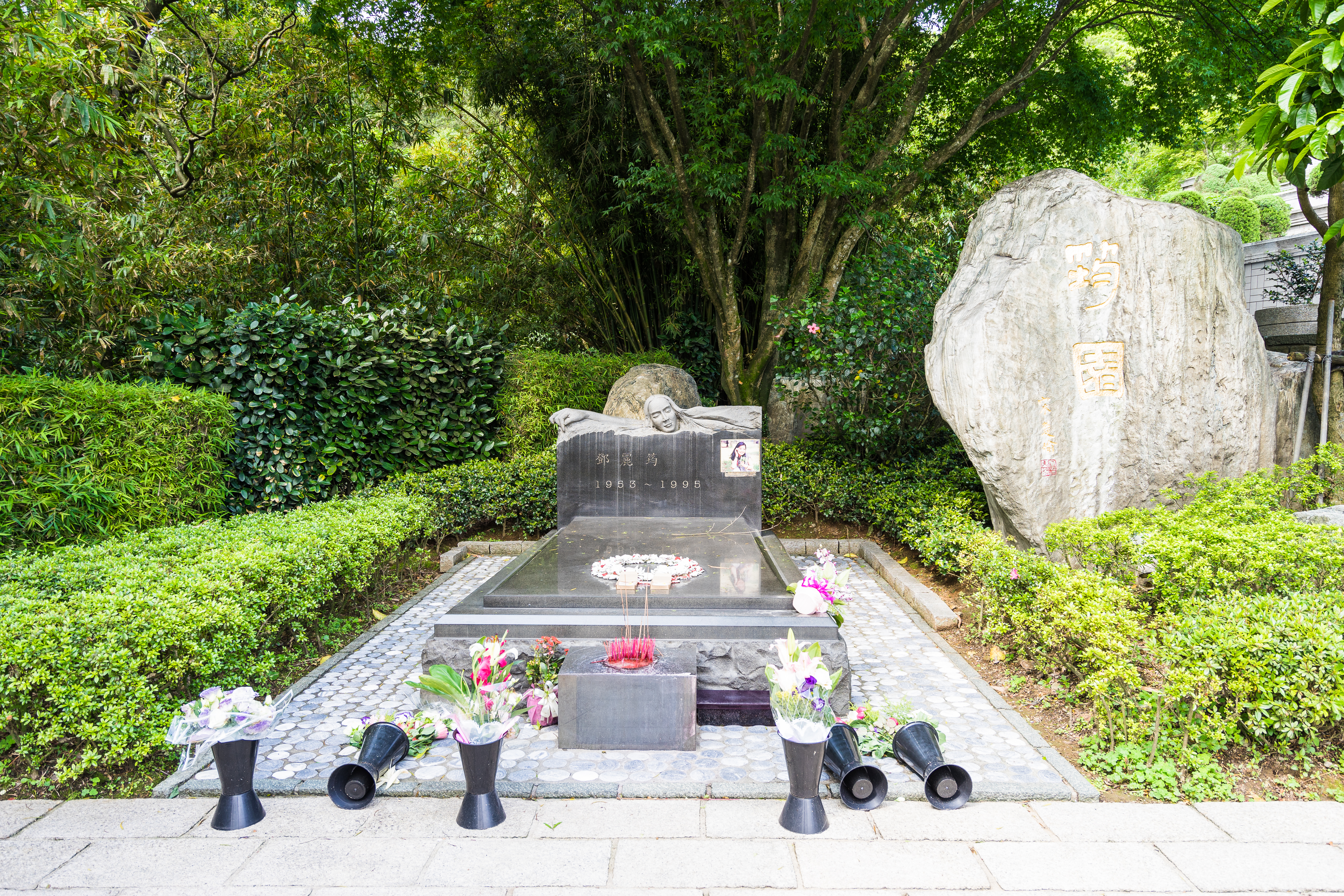
筠园

筠園位於台灣新北市金山區的金寶山墓園裡，台灣歌手鄧麗君安葬於此，為鄧家所興建，鄧麗君的父母也伴她長眠於此。筠園之名取自鄧麗君的本名鄧麗筠，墓園還介紹鄧麗君的生平事跡以及播放她生前的歌曲，每年所到訪海內外鄧麗君的歌迷絡繹不絕，筠園已成大陸觀光客來台必到的景點之一。